# Чирињано (Беневенто)
Чирињано је насеље у Италији у округу Беневенто, региону Кампанија.
Према процени из 2011. у насељу је живело 583 становника. Насеље се налази на надморској висини од 385 м.